# Ifjú Riporterek Köre
Ifjú Riporterek Köre – Péterfi Rozáliának, az aradi Vörös Lobogó főszerkesztőjének kezdeményezésére 1969-ben létrehozott szerkesztői munkacsoport. Eredetileg Diákriporterek Köre néven kezdte működését. Indításának célja az volt, hogy fiatal külső munkatársakat neveljen a lapnak. A körben az ország kulturális életének személyiségei, költők, írók, publicisták tartottak előadást irodalomról, publicisztikai műfajokról. A kör tagjai ifjúsági oldalakat szerkesztettek, s több hazai napilapban és folyóiratban közölték írásaikat; közülük számosan a Vörös Lobogó külső munkatársaivá váltak. 1981-ben a szerkesztőbizottság másodszorra is megszervezte a kör tevékenységét jó tollú munkás- és diák fiatalok részvételével. Az Ifjú Riporterek Köre néven újjáalakult munkacsoportot Kilin Sándor, Jámbor Gyula és Hudy Árpád, az aradi napilap szerkesztői vezették.

## Kapcsolódó információk
- Tóth Mária: Látni és meglátni. Előre, 1969. május 8.